# Roy Khan
 (mai 2018).
Si vous disposez d'ouvrages ou d'articles de référence ou si vous connaissez des sites web de qualité traitant du thème abordé ici, merci de compléter l'article en donnant les références utiles à sa vérifiabilité et en les liant à la section « Notes et références ».
Pour les articles homonymes, voir Khan (homonymie).
Roy Sætre Khantatat (dit Khan) est un chanteur norvégien né le 12 mars 1970 à Elverum (Norvège), d'un père thaïlandais et d'une mère norvégienne. Après avoir étudié pendant trois ans le chant classique, il a, contre l'avis de son professeur, préféré s'orienter vers le chant "métal" et a intégré en 1991 le groupe norvégien Conception (en). En 1998, moins d'un an après le split du groupe, Thomas Youngblood le contacte pour lui proposer de devenir le chanteur de Kamelot. Après un petit test d'entrée assez peu commun, Roy va passer les 13 années suivantes au sein du combo. Il coécrit l'ensemble des chansons du groupe avec le fondateur Thomas Youngblood.
En 2005, Roy rejoint son précédent groupe Conception le temps d'un concert lors du  festival ProgPower VI aux USA.

Le 22 avril 2011, à la suite d'ennuis de santé et après une longue période d'incertitude, tant pour lui que pour son groupe, il annonce officiellement qu'il met un terme à sa carrière lors de la tournée de promotion du nouvel album Poetry for the Poisoned. 
Le 1er avril 2018 Roy Saetre Khantatat sort une nouvelle chanson sur YouTube intitulée "For All"
Ce morceau, écrit et composé par Roy, reçoit immédiatement un écho favorable sur la toile. S'ensuit une période de rumeurs de réunion avec son ancien groupe "Conception" jusqu'à l'annonce, officielle, de l'écriture d'un single. Une campagne de financement est lancée sur le site participatif pledgemusic.com. Cette campagne a remporté un franc succès et a permis à la formation de produire un travail de qualité et de sortir un EP "Re:Conception" début novembre 2020, suivi de près par un mini album "My Dark Symphony". Le groupe est bel et bien de retour !!
Conception est remonté sur scène pour la première fois le 26 avril 2019, à la Friscena Black Box de GjØvik, en Norvège, pour le plus grand bonheur d'un nombre grandissant de fans. Malheureusement la pandémie mondiale a obligé le groupe à stopper les concerts.
Ce temps de pause a été mis à profit par Conception pour sortir son 5ème opus "State Of Deception".
L'album, sorti en avril 2020, a reçu dès ses débuts un excellent accueil, tant dans la presse musicale qu'auprès des fans.
En 2022, le groupe repart sur les routes pour une série de concerts.

## Discographie

### Avec Conception
- The Last Sunset (1991)
- Parallel Minds (1993)
- In Your Multitude (1995)
- Flow (en) (1997)
- Re:Conception (2018)
- My Dark Symphony (2018)
- State Of Deception (2020)

### Avec Kamelot
- 1998 : Siege Perilous
- 2000 : The Fourth Legacy
- 2000 : The Expedition
- 2001 : Karma
- 2003 : Epica
- 2005 : The Black Halo
- 2006 : One Cold Winter's Night
- 2007 : Ghost Opera
- 2008 : Ghost Opera - The Second Coming
- 2010 : Poetry For The Poisoned

### Contribution
- Crest of Darkness - The Ogress (1999) sur "Reference" et sur "Sweet Scent Of Death"
- Epica - Consign to Oblivion (2005) sur "Trois Vierges"
- Avantasia - The Scarecrow (2008) sur "Twisted Mind"
- Star One - Revel in Time (2021) sur "Lost Children of the Universe"

### Articles connexes

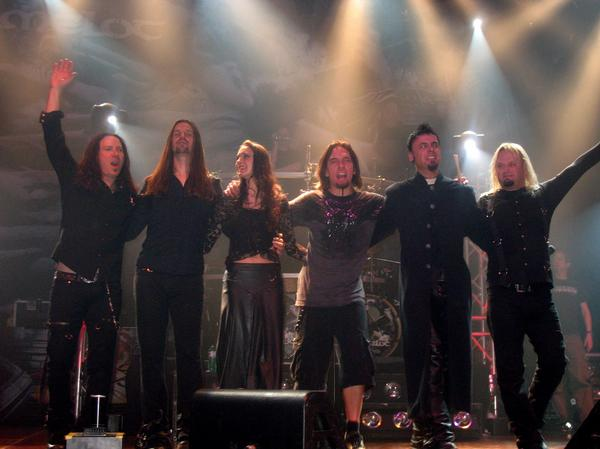
Kamelot, en concert à Pratteln (31.03.09)